# Ataenius texanus
Ataenius texanus är en skalbaggsart som beskrevs av Edgar von Harold 1874. Ataenius texanus ingår i släktet Ataenius och familjen Aphodiidae. Inga underarter finns listade.